# Elisa Lecce
Elisa Lecce (Sapri, 3 febbraio 1993) è una calciatrice italiana, di ruolo centrocampista.

## Carriera

### Club
Cresciuta nelle giovanili della Lazio, nelle cui file conquista subito un posto in nazionale Under-17, a 16 anni viene acquistata dal Napoli dove diventa subito titolare. Con la maglia azzurra colleziona in tre anni 65 presenze totali tra campionato e coppa, segnando anche 33 reti. Il 17 luglio 2012 chiede ed ottiene di lasciare la squadra azzurra.
Dopo un anno di inattività, nella stagione 2013-2014 viene ingaggiata dall'Inter, squadra neopromossa in Serie A, con la quale gioca 16 incontri di campionato prima di lasciare la società.
Decide quindi di sospendere l'attività agonistica per terminare gli studi conseguendo nel 2017 la laurea in Scienze Motorie, Sport e Salute presso l'Università Cattolica del Sacro Cuore.
A fine anno 2018 decide di tornare a giocare, firmando con la Riozzese, squadra di Serie C, promossa nel 2019 in Serie B. Qui rimane due stagioni fino all'estate 2020 quando la società decide inaspettatamente di non iscriversi alla stagione successiva, per poi cedere il titolo sportivo e il parco tesserate alla neoformata S.S.D. Riozzese Como

### Nazionale
Convocata inizialmente con la nazionale Under-17, fa il suo debutto con la maglia delle Azzurrine in occasione dell'amichevole del 23 aprile 2009 giocata a San Giuliano Terme, dove l'Italia supera per 3-1 le avversarie della Scozia. Con l'U-17 colleziona in tutto sei presenze siglando una rete.
Passa in seguito alla formazione Under-19, con la quale colleziona 22 presenze e 6 reti, e, successivamente, a quella dell'Under-20, con la quale viene convocata per i Mondiali Under-20 di Giappone 2012, dove colleziona due presenze, senza segnare alcun gol.
In totale, nelle formazioni giovanili nazionali, ha collezionato 30 presenze e segnato 7 reti.

## Statistiche

### Presenze e reti nei club
Aggiornato al 12 maggio 2019.
| Stagione      | Squadra       | Campionato    | Campionato | Campionato | Coppe nazionali | Coppe nazionali | Coppe nazionali | Coppe continentali | Coppe continentali | Coppe continentali | Totale | Totale |
| Stagione      | Squadra       | Comp          | Pres       | Reti       | Comp            | Pres            | Reti            | Comp               | Pres               | Reti               | Pres   | Reti   |
| ------------- | ------------- | ------------- | ---------- | ---------- | --------------- | --------------- | --------------- | ------------------ | ------------------ | ------------------ | ------ | ------ |
| 2009-2010     | Napoli        | A2            | 20         | 10         | CI              | 2               | 1               | -                  | -                  | -                  | 22     | 11     |
| 2010-2011     | Napoli        | A2            | 18         | 7          | CI              | 4               | 2               | -                  | -                  | -                  | 22     | 9      |
| 2011-2012     | Napoli        | A2            | 16         | 9          | CI              | 5               | 4               | -                  | -                  | -                  | 21     | 13     |
| Totale Napoli | Totale Napoli | Totale Napoli | 54         | 26         |                 | 11              | 7               |                    | -                  | -                  | 65     | 33     |
| 2013-2014     | Inter Milano  | A             | 16         | 0          | CI              | 1               | 0               | -                  | -                  | -                  | 17     | 0      |
| 2018-2019     | Riozzese      | C             | 11         | 1          | CIC             | 4               | 4               |                    | -                  | -                  | 15     | 5      |
| Totale        | Totale        | Totale        | 81         | 27         |                 | 16              | 11              |                    | -                  | -                  | 97     | 38     |

### Cronologia delle presenze e delle reti in Nazionale
| Cronologia completa delle presenze e delle reti in nazionale ― Italia under 17 | Cronologia completa delle presenze e delle reti in nazionale ― Italia under 17 | Cronologia completa delle presenze e delle reti in nazionale ― Italia under 17 | Cronologia completa delle presenze e delle reti in nazionale ― Italia under 17 | Cronologia completa delle presenze e delle reti in nazionale ― Italia under 17 | Cronologia completa delle presenze e delle reti in nazionale ― Italia under 17 | Cronologia completa delle presenze e delle reti in nazionale ― Italia under 17 | Cronologia completa delle presenze e delle reti in nazionale ― Italia under 17 |
| Data                                                                           | Città                                                                          | In casa                                                                        | Risultato                                                                      | Ospiti                                                                         | Competizione                                                                   | Reti                                                                           | Note                                                                           |
| ------------------------------------------------------------------------------ | ------------------------------------------------------------------------------ | ------------------------------------------------------------------------------ | ------------------------------------------------------------------------------ | ------------------------------------------------------------------------------ | ------------------------------------------------------------------------------ | ------------------------------------------------------------------------------ | ------------------------------------------------------------------------------ |
| 23/04/2009                                                                     | San Giuliano Terme                                                             | Italia under 17                                                                | 3-1                                                                            | Scozia under 17                                                                | Amichevole                                                                     | -                                                                              |                                                                                |
| 25/05/2009                                                                     | Castelfranco di Sotto                                                          | Italia under 17                                                                | 0–0                                                                            | Germania under 17                                                              | Amichevole                                                                     | -                                                                              |                                                                                |
| 19/05/2009                                                                     | Vivaro                                                                         | Italia under 17                                                                | 2–1                                                                            | Austria under 17                                                               | Amichevole                                                                     | -                                                                              |                                                                                |
| 16/10/2009                                                                     | Pratteln                                                                       | Italia under 17                                                                | 7–0                                                                            | Fær Øer under 17                                                               | Qual. Europeo U-17                                                             | -                                                                              |                                                                                |
| 18/10/2009                                                                     | Muttenz                                                                        | Georgia under 17                                                               | 0–27                                                                           | Italia under 17                                                                | Qual. Europeo U-17                                                             | 1                                                                              |                                                                                |
| 21/10/2009                                                                     | Pratteln                                                                       | Svizzera under 17                                                              | 1–2                                                                            | Italia under 17                                                                | Qual. Europeo U-17                                                             | -                                                                              |                                                                                |
| 08/04/2010                                                                     | Perugia                                                                        | Paesi Bassi under 17                                                           | 2–0                                                                            | Italia under 17                                                                | Qual. Europeo U-17                                                             | -                                                                              |                                                                                |
| 10/04/2010                                                                     | Santa Maria Degli Angeli                                                       | Inghilterra under 17                                                           | 0–0                                                                            | Italia under 17                                                                | Qual. Europeo U-17                                                             | -                                                                              |                                                                                |
| 13/04/2010                                                                     | Bastia Umbra                                                                   | Italia under 17                                                                | 6–1                                                                            | Serbia under 17                                                                | Qual. Europeo U-17                                                             | -                                                                              |                                                                                |
| Totale                                                                         |                                                                                | Presenze                                                                       | 9                                                                              |                                                                                | Reti                                                                           | 1                                                                              |                                                                                |

| Cronologia completa delle presenze e delle reti in nazionale ― Italia under 19 | Cronologia completa delle presenze e delle reti in nazionale ― Italia under 19 | Cronologia completa delle presenze e delle reti in nazionale ― Italia under 19 | Cronologia completa delle presenze e delle reti in nazionale ― Italia under 19 | Cronologia completa delle presenze e delle reti in nazionale ― Italia under 19 | Cronologia completa delle presenze e delle reti in nazionale ― Italia under 19 | Cronologia completa delle presenze e delle reti in nazionale ― Italia under 19 | Cronologia completa delle presenze e delle reti in nazionale ― Italia under 19 |
| Data                                                                           | Città                                                                          | In casa                                                                        | Risultato                                                                      | Ospiti                                                                         | Competizione                                                                   | Reti                                                                           | Note                                                                           |
| ------------------------------------------------------------------------------ | ------------------------------------------------------------------------------ | ------------------------------------------------------------------------------ | ------------------------------------------------------------------------------ | ------------------------------------------------------------------------------ | ------------------------------------------------------------------------------ | ------------------------------------------------------------------------------ | ------------------------------------------------------------------------------ |
| 09/02/2011                                                                     | Pordenone                                                                      | Italia under 19                                                                | 1–1                                                                            | Austria under 19                                                               | Amichevole                                                                     | 1                                                                              |                                                                                |
| 05/03/2011                                                                     | La Manga                                                                       | Italia under 19                                                                | 0–3                                                                            | Paesi Bassi under 19                                                           | Torneo La Manga                                                                | -                                                                              |                                                                                |
| 06/03/2011                                                                     | La Manga                                                                       | Danimarca under 19                                                             | 3–0                                                                            | Italia under 19                                                                | Torneo La Manga                                                                | -                                                                              |                                                                                |
| 08/03/2011                                                                     | La Manga                                                                       | Francia under 19                                                               | 2–1                                                                            | Italia under 19                                                                | Torneo La Manga                                                                | -                                                                              |                                                                                |
| 30/05/2011                                                                     | Cervia                                                                         | Italia under 19                                                                | 2–1                                                                            | Russia under 19                                                                | Europeo 2011 Under 19 - Fase a gironi                                          | -                                                                              |                                                                                |
| 02/06/2011                                                                     | Cervia                                                                         | Italia under 19                                                                | 1–0                                                                            | Svizzera under 19                                                              | Europeo 2011 Under 19 - Fase a gironi                                          | -                                                                              |                                                                                |
| 05/06/2011                                                                     | Cervia                                                                         | Belgio under 19                                                                | 1–3                                                                            | Italia under 19                                                                | Europeo 2011 Under 19 - Fase a gironi                                          | -                                                                              |                                                                                |
| 08/06/2011                                                                     | Cervia                                                                         | Italia under 19                                                                | 2–3                                                                            | Norvegia under 19                                                              | Europeo 2011 Under 19 - Semifinale                                             | 1                                                                              |                                                                                |
| 17/09/2011                                                                     | Strumica                                                                       | Italia under 19                                                                | 7–0                                                                            | Armenia under 19                                                               | Qual. Euro 2012 U19                                                            | 2                                                                              |                                                                                |
| 22/09/2011                                                                     | Strumica                                                                       | Italia under 19                                                                | 0–0                                                                            | Austria under 19                                                               | Qual. Euro 2012 U19                                                            | 0                                                                              |                                                                                |
| 07/02/2012                                                                     | Dura                                                                           | Palestina under 19                                                             | 0-7                                                                            | Italia under 19                                                                | Amichevole                                                                     | 2                                                                              |                                                                                |
| 09/02/2012                                                                     | Dura                                                                           | Palestina under 19                                                             | 0-4                                                                            | Italia under 19                                                                | Amichevole                                                                     | 0                                                                              |                                                                                |
| 04/03/2012                                                                     | La Manga                                                                       | Norvegia under 19                                                              | 0-0                                                                            | Italia under 19                                                                | Torneo La Manga                                                                | 0                                                                              |                                                                                |
| 06/03/2012                                                                     | La Manga                                                                       | Francia under 19                                                               | 0-4                                                                            | Italia under 19                                                                | Torneo La Manga                                                                | 0                                                                              |                                                                                |
| 08/03/2012                                                                     | La Manga                                                                       | Italia under 19                                                                | 0-4                                                                            | Svezia under 19                                                                | Torneo La Manga                                                                | 0                                                                              |                                                                                |
| 31/03/2012                                                                     | Soči                                                                           | Spagna under 19                                                                | 4-0                                                                            | Italia under 19                                                                | Qual. Euro 2012 U19                                                            | 0                                                                              |                                                                                |
| 03/04/2012                                                                     | Soči                                                                           | Italia under 19                                                                | 3-2                                                                            | Scozia under 19                                                                | Qual. Euro 2012 U19                                                            | 0                                                                              |                                                                                |
| 05/04/2012                                                                     | Soči                                                                           | Russia under 19                                                                | 0-1                                                                            | Italia under 19                                                                | Qual. Euro 2012 U19                                                            | 0                                                                              |                                                                                |
| 25/04/2012                                                                     | Soragna                                                                        | Italia under 19                                                                | 4-2                                                                            | Norvegia under 19                                                              | Amichevole                                                                     | 1                                                                              |                                                                                |
| Totale                                                                         |                                                                                | Presenze                                                                       | 23                                                                             |                                                                                | Reti                                                                           | 7                                                                              |                                                                                |

| Cronologia completa delle presenze e delle reti in nazionale ― Italia under 20 | Cronologia completa delle presenze e delle reti in nazionale ― Italia under 20 | Cronologia completa delle presenze e delle reti in nazionale ― Italia under 20 | Cronologia completa delle presenze e delle reti in nazionale ― Italia under 20 | Cronologia completa delle presenze e delle reti in nazionale ― Italia under 20 | Cronologia completa delle presenze e delle reti in nazionale ― Italia under 20 | Cronologia completa delle presenze e delle reti in nazionale ― Italia under 20 | Cronologia completa delle presenze e delle reti in nazionale ― Italia under 20 |
| Data                                                                           | Città                                                                          | In casa                                                                        | Risultato                                                                      | Ospiti                                                                         | Competizione                                                                   | Reti                                                                           | Note                                                                           |
| ------------------------------------------------------------------------------ | ------------------------------------------------------------------------------ | ------------------------------------------------------------------------------ | ------------------------------------------------------------------------------ | ------------------------------------------------------------------------------ | ------------------------------------------------------------------------------ | ------------------------------------------------------------------------------ | ------------------------------------------------------------------------------ |
| 19/08/2012                                                                     | Saitama                                                                        | Brasile under 20                                                               | 1-1                                                                            | Italia under 20                                                                | Mondiale Under-20                                                              | -                                                                              |                                                                                |
| 22/08/2012                                                                     | Saitama                                                                        | Italia under 20                                                                | 0-2                                                                            | Corea del Sud under 20                                                         | Mondiale Under-20                                                              | -                                                                              |                                                                                |
| Totale                                                                         |                                                                                | Presenze                                                                       | 2                                                                              |                                                                                | Reti                                                                           | 0                                                                              |                                                                                |

## Palmarès
- Coppa Italia Serie C: 1

Riozzese: 2018-2019